# Williams FW16
Williams-Renault FW16, in njegova izboljšana verzija FW16B, je Williamsov dirkalnik Formule 1, ki je bil v uporabi v sezoni 1994, ko so z njim dirkali Damon Hill, Ayrton Senna, Nigel Mansell in David Coulthard. Senna se je po treh zaporendih najboljših štartnih položajih in dveh odstopih na tretji dirki sezone za Veliko nagradi San Marina smrtno ponesrečil, zato je nenadoma postal prvi dirkač moštva Damon Hill. Anglež je sicer dosegel šest zmag in pet drugih mest, toda to je bilo premalo za dirkaški naslov, ki ga je s točko prednosti pred Hillom osvojil Michael Schumacher v Benettononu B194, kljub temu, da je bil po mnenju večine strokovnjakov Williams FW16 najhitrejši dirkalnik sezone. O slednjem priča tudi konstruktorski naslov prvaka, ki ga je Williams osvojil s 15-imi točkami prednosti pred Benettonom.

## Popolni rezultati Formule 1
(legenda) (Odebeljene dirke pomenijo najboljši štartni položaj)
| Leto | Moštvo   | Motor       | Gume | Dirkača         | 1   | 2   | 3   | 4   | 5   | 6   | 7   | 8  | 9   | 10  | 11  | 12  | 13  | 14  | 15  | 16  | Toč | Prv |
| ---- | -------- | ----------- | ---- | --------------- | --- | --- | --- | --- | --- | --- | --- | -- | --- | --- | --- | --- | --- | --- | --- | --- | --- | --- |
| 1994 | Williams | Renault V10 | G    |                 | BRA | PAC | SMR | MON | ŠPA | KAN | FRA | VB | NEM | MAD | BEL | ITA | POR | EU  | JAP | AVS | 118 | 1.  |
| 1994 | Williams | Renault V10 | G    | Damon Hill      | 2   | Ret | 6   | Ret | 1   | 2   | 2   | 1  | 8   | 2   | 1   | 1   | 1   | 2   | 1   | Ret | 118 | 1.  |
| 1994 | Williams | Renault V10 | G    | Ayrton Senna    | Ret | Ret | Ret |     |     |     |     |    |     |     |     |     |     |     |     |     | 118 | 1.  |
| 1994 | Williams | Renault V10 | G    | David Coulthard |     |     |     |     | Ret | 5   |     | 5  | Ret | Ret | 4   | 6   | 2   |     |     |     | 118 | 1.  |
| 1994 | Williams | Renault V10 | G    | Nigel Mansell   |     |     |     |     |     |     | Ret |    |     |     |     |     |     | Ret | 4   | 1   | 118 | 1.  |